# Megommation ogilviei
Megommation ogilviei är en biart som först beskrevs av Cockerell 1930.  Megommation ogilviei ingår i släktet Megommation och familjen vägbin. Inga underarter finns listade i Catalogue of Life.